# Restoration Ruin
Restoration Ruin från 1968 är ett musikalbum med Keith Jarrett där han spelar på en mängd olika instrument. Albumet spelades in i mars 1968 i Atlantic Recording Studios, New York.

## Låtlista
All musik är skriven av Keith Jarrett
1. Restoration Ruin – 2:20
2. All Right – 2:47
3. For You and Me – 2:40
4. Have a Real Time – 2:51
5. Sioux City Sue New – 2:50
6. You're Fortunate – 2:21
7. Fire and Rain – 2:50
8. Now He Knows Better – 2:58
9. Wonders – 4:02
10. Where Are You Going? – 3:53

## Medverkande
- Keith Jarrett – sång, gitarr, bongotrummor (spår 1), blockflöjt (1, 5, 7), munspel (2, 6, 8), piano (2, 6), trummor (2, 10), sopransaxofon (4), tamburin (4, 6, 7), elbas (6, 8), sistrum (7), orgel (10)
- Okänd stråkkvartett (spår 1, 3, 5, 7, 9)